# Charles de Gaulle (métro de Rennes)
Pour les articles homonymes, voir Charles de Gaulle (homonymie).
Charles de Gaulle est une station de la ligne A du métro de Rennes, située dans le quartier Colombier - Champ-de-Mars à Rennes dans le département français d'Ille-et-Vilaine en région Bretagne.
Mise en service en 2002, elle a été conçue par le cabinet d'architectes Atalante Architecture.
C'est une station équipée d'ascenseurs, accessible aux personnes à mobilité réduite.

## Situation sur le réseau
Établie en souterrain (tunnel profond) sous l'esplanade Charles de Gaulle et à l'intersection du cours des Alliés et de la rue d'Isly, la station Charles de Gaulle est située sur la ligne A, entre les stations République (en direction de Kennedy) et Gares (en direction de La Poterie) tout en étant très proche géographiquement de la station Colombier de la ligne B.

## Histoire
La station Charles de Gaulle est mise en service le 15 mars 2002, lors de l'ouverture à l'exploitation de la ligne A. Son nom a pour origine l'esplanade Charles-de-Gaulle, sous laquelle elle se situe, du nom de l'ancien président de la république française (1890-1970). Elle est réalisée par Laurent Gouyou-Beauchamp d'Atalante Architecture associé à Pierre Bolze et Simon Rodriguez-Pages,, qui a dessiné une station sur trois niveaux : une salle des billets au niveau -1, une mezzanine intermédiaire au niveau -2 et les quais au niveau -3.
Un bloc monolithique a été mis en place en surface et se prolonge dans les profondeurs de la station. Les quais sont à 16 mètres sous le sol. Elle est éclairée par des fibres optiques, particulièrement au plafond, censé rappeler un « ciel étoilé ».
La construction de la station débute en 1997.
Elle a été la troisième station atteinte par le tunnelier « Perceval » le 6 novembre 1998 soit 69 jours après son départ de la station Gares, non sans avoir provoqué un troisième affaissement cette fois-ci au niveau de la maison de la Consommation et de l'Environnement le 18 septembre ; la Société d'économie mixte des transports collectifs de l'agglomération rennaise (SEMTCAR) a alors expliqué que l'instabilité du sol serait dû à des cratères de bombes de la seconde Guerre mondiale. Il repart le 4 janvier 1999, en direction la station République.
Le gros œuvre est terminé en juin 2000 ; le second œuvre (sols, plafonds, garde-corps, portes palières, etc.) débute dans la foulée et s'achève en février 2002, en même temps que les aménagements de surface,.
Composée à l'origine de deux accès, elle s'est vu ajouter un troisième accès depuis le centre commercial Les Trois Soleils et mis en service le 4 décembre 2009, après 18 mois de travaux.
Depuis 2011, un auvent de verre construit au dessus de la sortie sud de la station abrite trois cellules commerciales majoritairement occupées, en 2025 par de la restauration rapide,. Il a été réalisé par le cabinet d'architecte Nicolas Michelin & Associés.
En février 2013, l'un des escaliers a été transformé en piano, permettant de jouer pendant quelques jours la cinquième symphonie de Beethoven en montant ou descendant cet escalier musical éphémère, baptisé « Piano Stairs ».
Elle est la sixième station la plus fréquentée de la ligne A avec un trafic journalier cumulé de près de 17 983 montées et descentes en 2009.
Avec l'ouverture de la ligne B, la station se retrouve à seulement 500 m de Colombier sur cette dernière ; cette situation réside de la volonté de faire desservir les principaux points d'intérêts du centre-ville par les deux lignes afin d'éviter de saturer le tronçon central de la ligne A dont les marges d'augmentation de capacité sont très limitées en raison de l'impossibilité de rallonger les stations sans engager de coûteux et lourds travaux.

## Service des voyageurs

### Accès et accueil
La station dispose de trois accès :

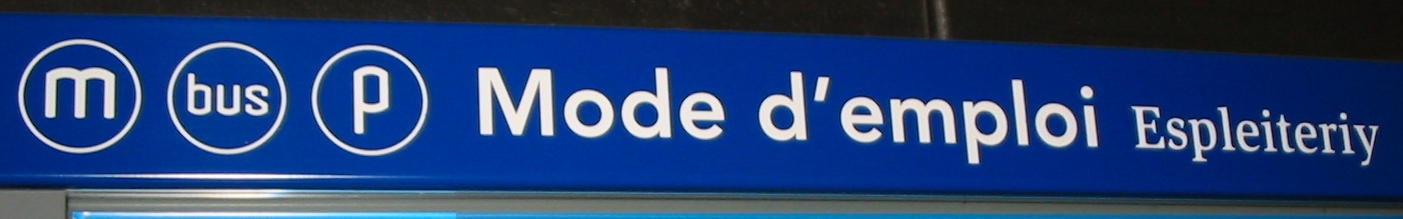
Signalétique français-gallo.

- Un escalier, côté nord sur l'esplanade, donnant accès à la salle des billets ;
- Un escalier couplé à un escalier mécanique donnant lui aussi accès à la salle des billets, côté sud sur l'esplanade sous l'auvent avec l'ascenseur desservant le quai direction La Poterie, pour le quai direction Kennedy, il est nécessaire de changer d'ascenseur, celui desservant ce quai ne montant pas jusqu'à la surface ;
- Un accès depuis le sous-sol du centre commercial Les Trois Soleils. Les horaires d'ouverture de cet accès dépendent de ceux du centre commercial, il est fermé en soirée et le dimanche notamment[9].

Depuis chaque quai on retrouve un escalier mécanique remontant dans la salle des billets et un escalator descend de cette dernière jusqu'au niveau intermédiaire.
Elle est la seule station équipée d'une signalisation entièrement bilingue français-gallo.
La station est équipée de distribteurs automatiques de titres de transport et de portillons d'accès couplés à la validation d'un titre de transport, opérationnels à partir du 1er décembre 2020 concomitamment au nouveau système billettique, afin de limiter la fraude. La décision de modification a été confirmée lors du conseil du 30 avril 2015 de Rennes Métropole.

Les accès et les environs la station
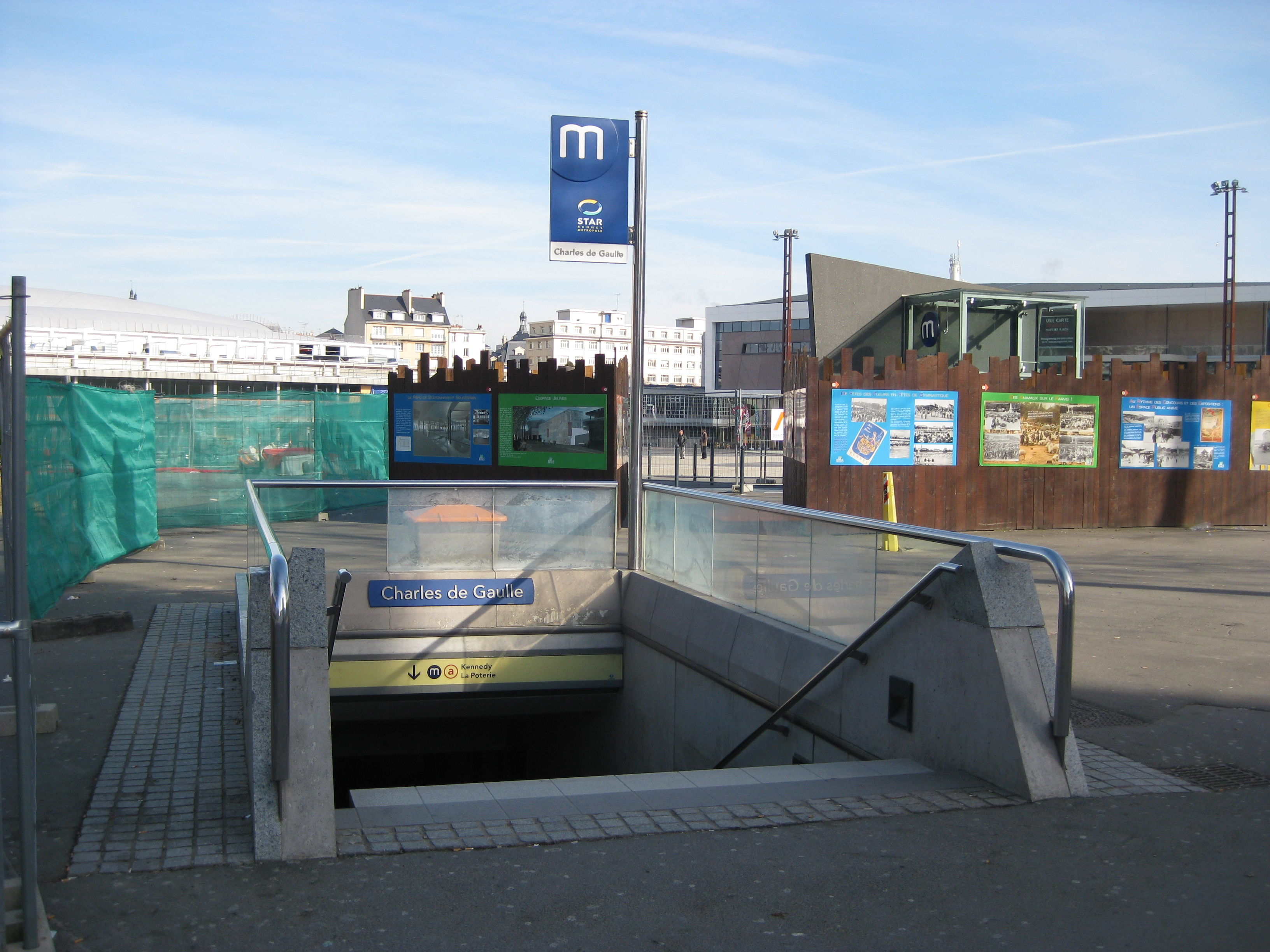
Entrée sud et ascenseur avant la création de l'auvent.
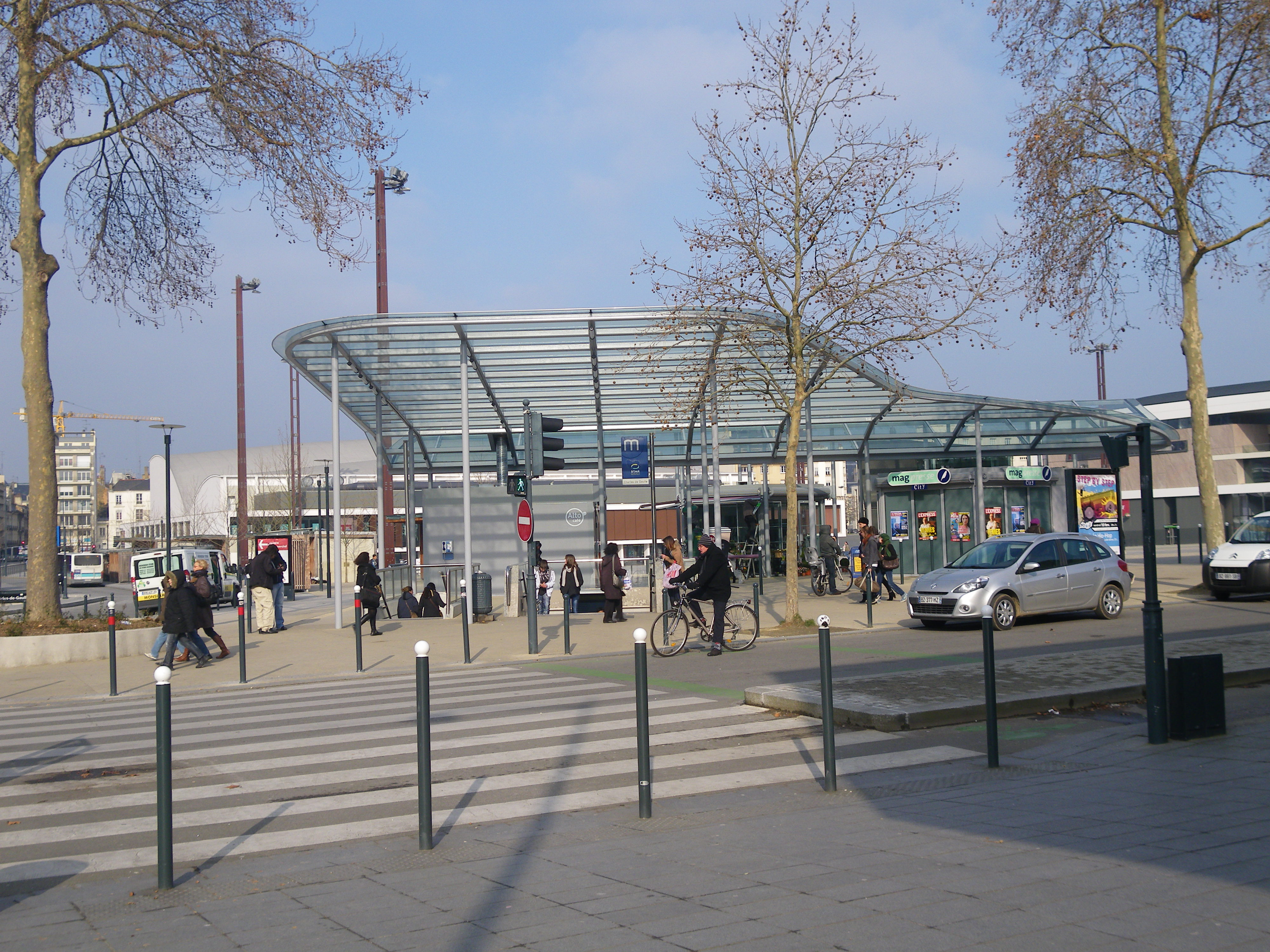
Entrée sud avec l'auvent de l'esplanade.
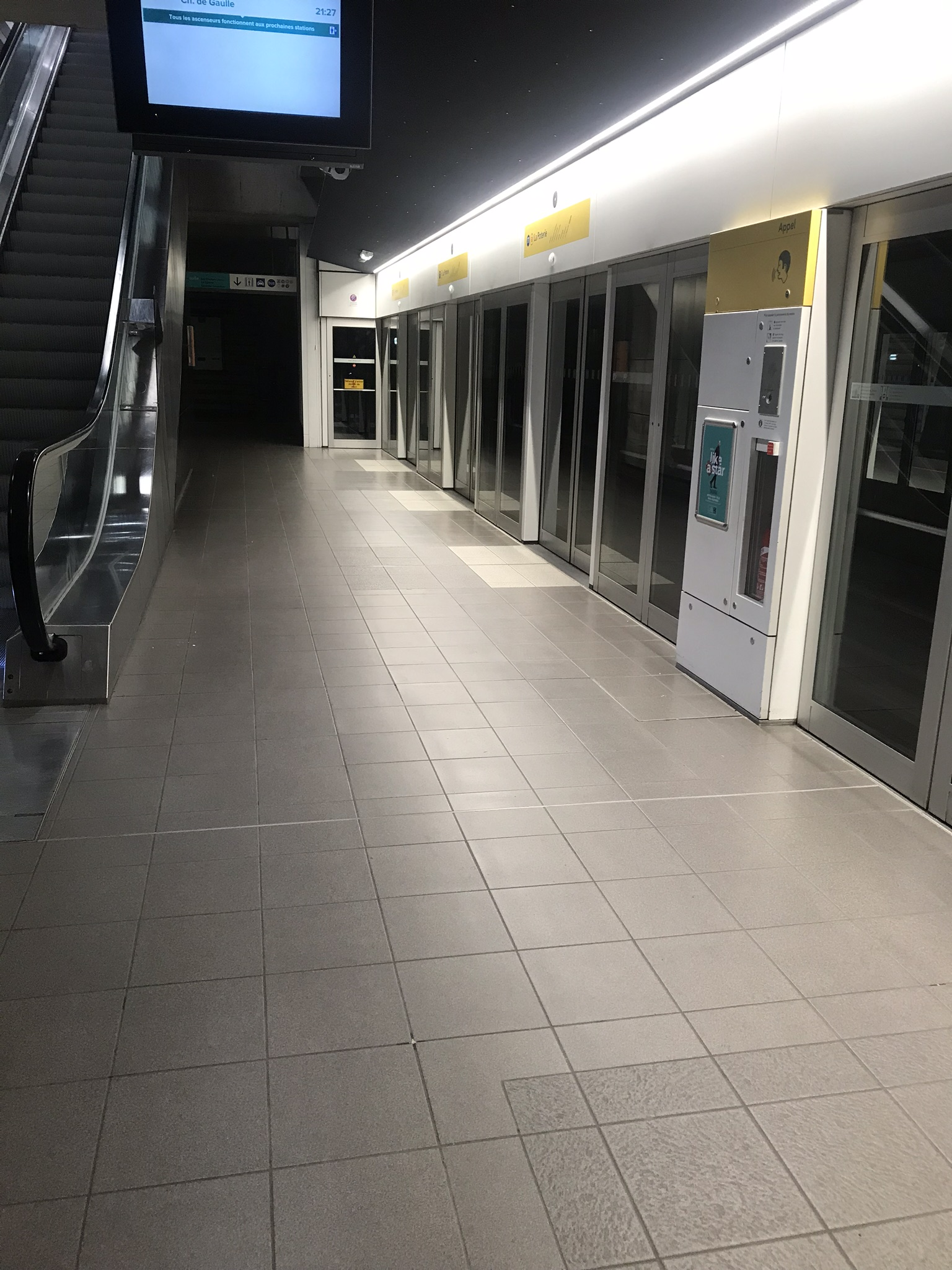
Quais de la station Charles de Gaulle (Direction La Poterie)

### Desserte
Charles de Gaulle est desservie par les rames qui circulent quotidiennement sur la ligne A, avec une première desserte à 5 h 23 (7 h 33 les dimanches et fêtes) et la dernière desserte à 0 h 38 (1 h plus tard les nuits des jeudis aux vendredis, vendredis aux samedis et des samedis aux dimanches).

### Intermodalité
Une station STAR, le vélo existe à proximité de la station. La station est située à 500 mètres de la station Colombier de la ligne B.
Elle est desservie par les lignes de bus C2, C3 et la nuit par la ligne N2 qui sont passantes, tandis que les lignes 54, 55 et 56 effectuent leur terminus sur l'esplanade. La station est desservie par les lignes 507, 512, 519 et 580 du réseau régional BreizhGo.
En cas d'arrêt prolongé de la ligne A, la station n'est pas desservie par les navettes de remplacement Bus relais métro.

## Projets
D'ici 2030, la station sera desservie par la ligne T3 du futur « trambus » de Rennes.

## À proximité
La station dessert notamment :
- Les Champs Libres ;
- les centres commerciaux Les Trois Soleils et Colombia (ce dernier est plus directement desservi par la station Colombier de la ligne B) ;
- les salles de spectacles Le Liberté et l'Étage ;
- la tour de l'Éperon, le deuxième plus haut gratte-ciel de la ville.